# Leichtathletik-Europameisterschaften 1990/Kugelstoßen der Frauen

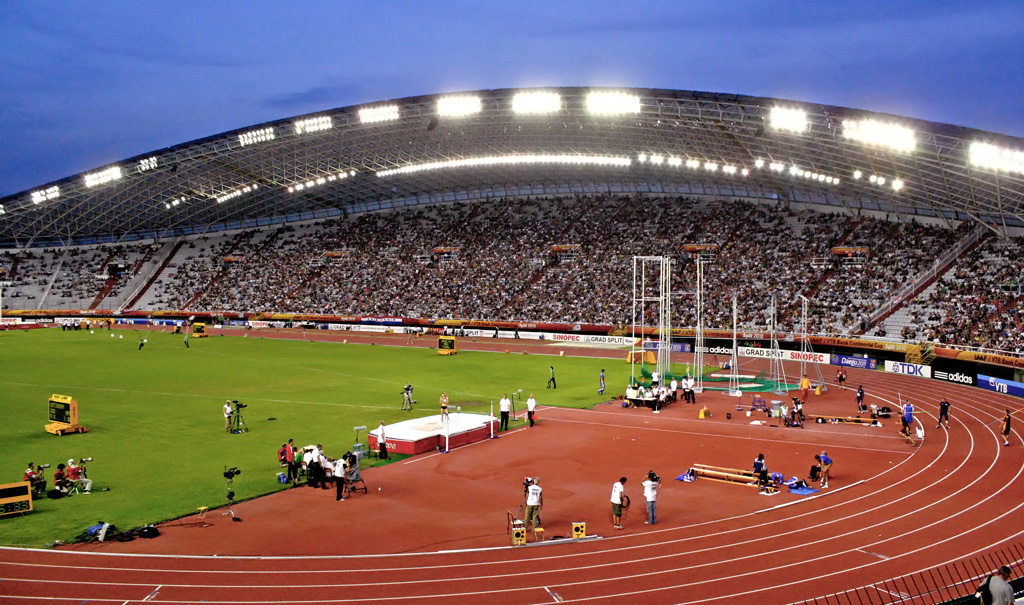
Das Stadion Poljud von Split im Jahr 2010

Das Kugelstoßen der Frauen bei den Leichtathletik-Europameisterschaften 1990 wurde am 27. August 1990 im Stadion Poljud in Split ausgetragen.
In diesem Wettbewerb errangen die Kugelstoßerinnen aus der DDR mit Gold und Bronze zwei Medaillen. Europameisterin wurde Astrid Kumbernuss. Sie gewann vor der sowjetischen Olympiasiegerin von 1988 und amtierenden Weltmeisterin Natalja Lissowskaja. Bronze ging an die Olympiazweite von 1988 und Vizeweltmeisterin von 1987 Kathrin Neimke.

## Bestehende Rekorde
| Weltrekord           | 22,63 m | Natalja Lissowskaja | Moskau, Sowjetunion (heute Russland) | 7. Juni 1987      |
| Europarekord         | 22,63 m | Natalja Lissowskaja | Moskau, Sowjetunion (heute Russland) | 7. Juni 1987      |
| Meisterschaftsrekord | 21,59 m | Ilona Slupianek     | EM Athen, Griechenland               | 6. September 1982 |

Der bestehende EM-Rekord wurde bei diesen Europameisterschaften nicht erreicht. Die größte Weite erzielte Europameisterin Astrid Kumbernuss aus der DDR mit 20,38 m, womit sie 1,21 m unter dem Rekord blieb. Zum Welt- und Europarekord fehlten ihr 2,25 Meter.

## Durchführung
Bei der geringen Zahl von nur dreizehn Teilnehmerinnen aus acht Ländern wurde auf eine Qualifikation verzichtet, alle Athletinnen traten gemeinsam zum Finale an.

## Finale

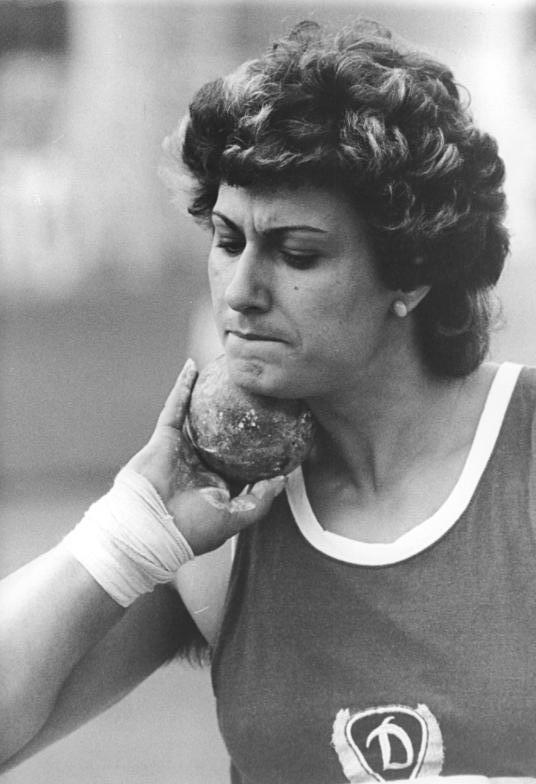
Die EM-Fünfte von 1986 Heike Hartwig erreichte diesmal Rang sechs

27. August 1990
| Platz | Name                | Nation         | Weite (m) |
| ----- | ------------------- | -------------- | --------- |
| 1     | Astrid Kumbernuss   | DDR            | 20,38     |
| 2     | Natalja Lissowskaja | Sowjetunion    | 20,06     |
| 3     | Kathrin Neimke      | DDR            | 19,96     |
| 4     | Claudia Losch       | BR Deutschland | 19,92     |
| 5     | Iris Plotzitzka     | BR Deutschland | 19,51     |
| 6     | Heike Hartwig       | DDR            | 18,90     |
| 7     | Stephanie Storp     | BR Deutschland | 18,89     |
| 8     | Marina Antonjuk     | Sowjetunion    | 18,82     |
| 9     | Myrtle Augee        | Großbritannien | 17,77     |
| 10    | Agnese Maffeis      | Italien        | 16,58     |
| 11    | Margarita Ramos     | Spanien        | 16,23     |
| 12    | Sevgi Sen           | Türkei         | 14,45     |
| 13    | Teresa Machado      | Portugal       | 14,34     |

## Videolinks
- European athletics championships split 1990-Womens shot put (Astrid Kumbernuss), www.youtube.com, abgerufen am 29. Dezember 2022
- European athletics championships split 1990-Womens shot put (Claudia Losch), www.youtube.com, abgerufen am 29. Dezember 2022